# خريستو إيفانوف
خريستو ايفانوف (6 أبريل 1982 في بلغاريا - ) هو لاعب كرة قدم بلغاري في مركز حراسة المرمى. لعب مع نادي بوتيف بلوفديف ونادي سبارتاك بليفين وFC Montana ‏ وPFC Vidima-Rakovski Sevlievo ‏ وFC Lokomotiv Mezdra ‏.

## وصلات خارجية
- خريستو إيفانوف على موقع الاتحاد الأوربي (الإنجليزية)
- خريستو إيفانوف على موقع قاعدة بيانات كرة القدم.إي يو (الإنجليزية)
- خريستو إيفانوف على موقع ناشيونال فوتبول تيمز (الإنجليزية)
- خريستو إيفانوف على موقع Soccerway.com (الإنجليزية)